# Fouzon
Fouzon – rzeka we Francji, przepływająca przez tereny departamentów Cher, Indre oraz Loir-et-Cher, o długości 59 km. Stanowi dopływ rzeki Cher.